# لری چارلز
لری چارلز (انگلیسی: Larry Charles؛ زادهٔ ۲۰ فوریهٔ ۱۹۵۶) کارگردان و فیلم‌نامه‌نویس اهل ایالات متحده آمریکا است.

## فیلمشناسی (کارگردان)
- نقابدار و مردناشناس (۲۰۰۳)
- بورات: یادگیری‌های فرهنگی آمریکا برای انجام منفعت ملت پرشکوه قزاقستان (۲۰۰۶)
- رلیجلس (۲۰۰۸)
- برونو (فیلم) (۲۰۰۹)
- دیکتاتور (فیلم ۲۰۱۲) (۲۰۱۲)
- ارتش یک نفره (۲۰۱۶)